# Callobius nevadensis
Espèce
Synonymes
- Amaurobius nevadensis Simon, 1885
- Amaurobius utahensis Chamberlin, 1919
- Auximus pallescens Chamberlin, 1919
- Callobius shastus Chamberlin, 1947

Callobius nevadensis est une espèce d'araignées aranéomorphes de la famille des Amaurobiidae.

## Distribution
Cette espèce est endémique des États-Unis. Elle se rencontre au Nevada, en Utah, au Montana, en Idaho, au Washington, en Oregon et en Californie.

## Description

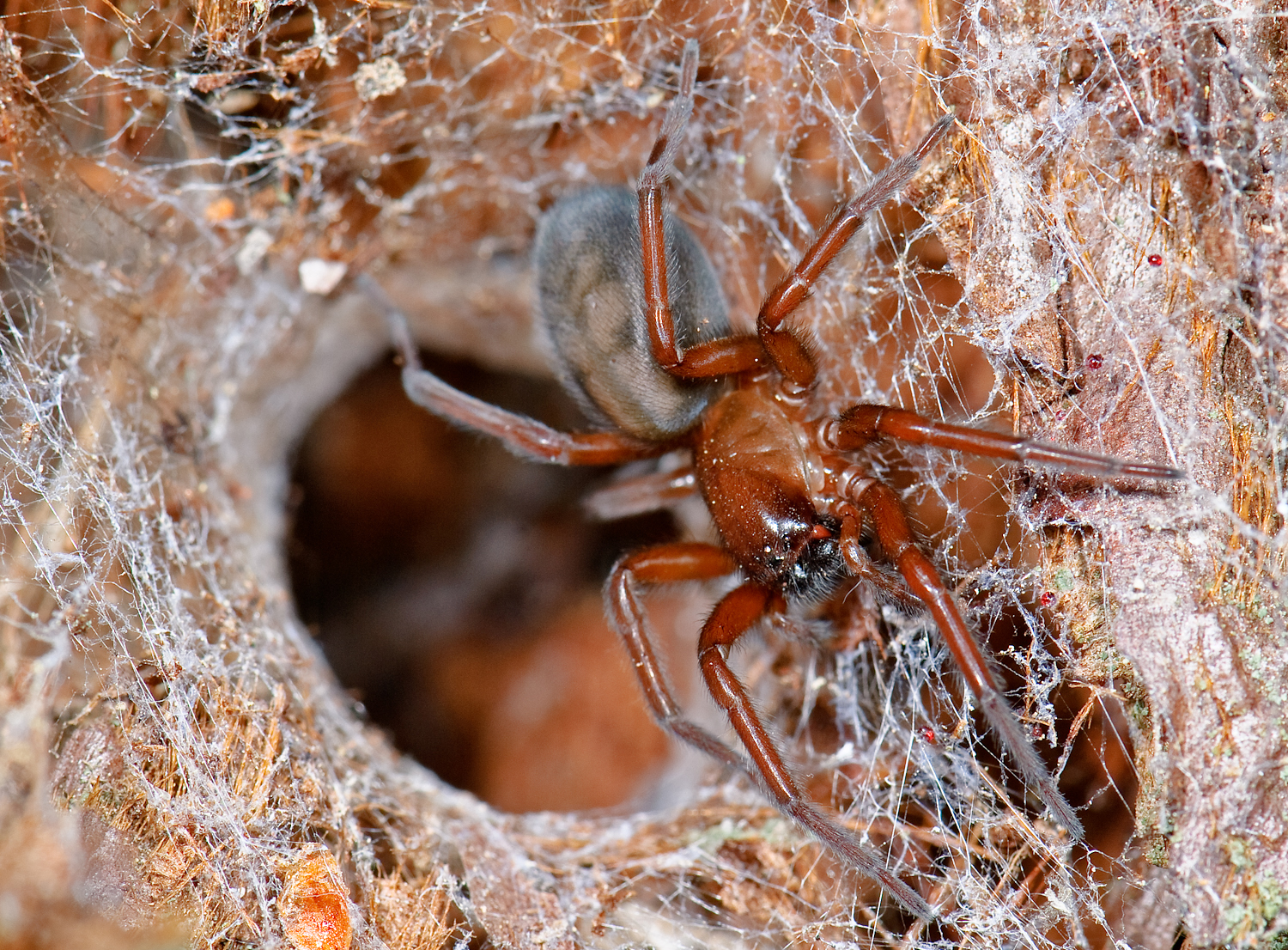
Callobius nevadensis ♀

Le mâle syntype mesure 10,5 mm et la femelle syntype 15 mm.

## Systématique et taxinomie
Cette espèce a été décrite sous le protonyme Amaurobius nevadensis par Simon en 1885. Elle est placée dans le genre Callobius par Chamberlin en 1947.
Auximus pallescens et Callobius shastus a été placée en synonymie par Leech en 1972.

## Étymologie
Son nom d'espèce, composé de nevad[a] et du suffixe latin -ensis, « qui vit dans, qui habite », lui a été donné en référence au lieu de sa découverte, le Nevada.

## Publication originale
- Simon, 1885 : « Note sur les Amaurobius de l'Amérique du Nord. » Bulletin de la Société Zoologique de France , vol. 9, p. 318-320 (texte intégral).